# Dumb and Dumber
Dumb and Dumber là một bộ phim điện ảnh thuộc thể loại hài hước lập dị của Mỹ năm 1994 do Peter Farrelly đạo diễn, ông cũng đồng viết kịch bản với Bobby Farrelly và Bennett Yellin. Với sự tham gia của Jim Carrey và Jeff Daniels, nội dung phim xoay quanh Lloyd Christmas (Carrey) và Harry Dunne (Daniels) – hai chàng ngốc nhưng có thiện chí xuất thân từ Providence, Rhode Island – cùng nhau lên một chuyến xe đường dài xuyên quốc gia đến Aspen, Colorado để trao trả một chiếc vali chứa đầy tiền cho chủ nhân của nó, vì họ nghĩ rằng chiếc vali đã vô tình bị bỏ quên dù thực chất là chủ nhân của nó cố tình bỏ lại nó. Phim còn có sự tham gia của dàn diễn viên phụ Lauren Holly, Karen Duffy, Mike Starr, Charles Rocket và Teri Garr.
Phim ra rạp vào ngày 16 tháng 2 năm 1994 và thu về 247 triệu USD tại phòng vé, đồng thời phát triển một tiểu văn hóa hâm mộ trong nhiều năm kể từ khi phát hành. Thành công của Dumb and Dumber đã đặt bệ phóng cho sự nghiệp của anh em nhà Farrelly và càng củng cố danh tiếng của Carrey như một trong những ngôi sao thành danh nhất của thập niên 1990. Tác phẩm còn cho ra đời một sê-ri hoạt hình truyền hình, một phần tiền truyện năm 2003 và phần hậu truyện năm 2014.

## Cốt truyện
Lloyd Christmas (Jim Carrey) và Harry Dunne (Jeff Daniels) – hai chàng trai tử tế nhưng cực kỳ ngu ngốc – là bạn thân và bạn cùng phòng trú tại Providence, Rhode Island. Cả hai đều kiếm những công việc lặt vặt, tích đủ tiền để khai trương cửa hàng thú cưng của riêng họ chuyên về trang trại giun sâu (tương tự như trại kiến). Lloyd – một tài xế limousine bị hở lỗ chân răng cửa ngay lập tức đem lòng yêu Mary Swanson (Lauren Holly) – một người phụ nữ mà anh lái xe chở đến sân bay. Cô để lại một chiếc vali trong sân bay rồi bỏ đi. Vì không biết dụng ý để lại chiếc vali chứa tiền của Mary là đưa cho bọn bắt cóc chồng cô Bobby (Brad Lockerman) để chuộc anh về, Lloyd nhặt lấy chiếc cặp và cố gắng đem nó trả cho cô. Tuy nhiên, bọn tống tiền Mary đến từ Aspen phục sẵn ở sân bay phát hiện và lên xe đuổi theo anh.
Bị sa thải vì làm hỏng chiếc limousine, Lloyd trở về căn hộ của mình và biết được rằng Harry cũng bị sa thải khỏi công việc chăm sóc chó sau khi đưa những chú chó đến buổi diễn muộn và vô tình làm bẩn lông chúng. Bọn tống tiền Mary gồm có Joe "Mental" Mentalino (Mike Starr) và J. P. Shay (Karen Duffy) bám theo Lloyd từ sân bay nhằm đoạt lấy chiếc vali. Tưởng rằng hai tên côn đồ trên là người đến đòi nợ tiền khí gas, bộ đôi trốn khỏi căn hộ một lúc, sau đó trở về thì thấy con vẹt của Harry đã chết, họ ôm nhau khóc thương tiếc vì tưởng con vẹt đã bị "rụng đầu" vì tuổi già, dù thực tế là nó bị tên Mental chặt đầu. Sau khi xốc lại tình hình, Lloyd đề nghị họ nên lên đường đến Aspen tìm Mary và trả chiếc cặp. Dù lúc đầu phản đối ý tưởng này nhưng cuối cùng Harry vẫn đồng ý và cả hai khởi hành vào ngày hôm sau trên chiếc xe van Mutt Cutts của Harry.
Mental và Shay đuổi theo hai chàng ngốc và bắt kịp họ tại một nhà nghỉ đêm đó. Mental đóng giả thành người đi quá giang gặp Harry và Lloyd và được cả hai chào đón, trong khi Shay bí mật theo dõi họ. Trong lúc ghé vào một trạm dừng để ăn trưa, hai chàng ngốc chơi khăm Mental bằng cách đổ lọ ớt siêu cay vào chiếc bánh hamburger của hắn mà không biết Mental bị loét dạ dày. Kết quả là Mental bị sốc phản vệ, khiến bộ đôi liền cho hắn uống vài viên thuốc diệt chuột – những thứ họ tưởng là kẹo và vô tình làm hắn đột tử ngay tại chỗ (dù ban đầu Mental định dùng những viên thuốc đó để ám hại họ). Vì đang ở gần Colorado, cả hai quyết định lên xe đến đó nhưng Lloyd vô tình đi nhầm đường và suốt đêm đi vòng quay trở lại hướng mà họ khởi hành trước đó, trong khi cảnh sát đợi họ trên đường đến Colorado và mong họ khai thông tin về cái chết của Mental. Sau khi thoát khỏi sự truy dấu của cảnh sát và nhận ra những rủi ro trong chuyến hành trình, Harry quyết định bỏ cuộc và đi bộ về nhà, nhưng rồi Lloyd thuyết phục bạn thân mình trở lại vì anh đã đổi được chiếc xe van lấy một chiếc xe máy mini (minibike) giúp tiết kiệm tiền lộ phí.
Hai chàng ngốc đi xuyên qua mùa đông lạnh giá để đặt chân đến Aspen, nhưng không thể xác định nơi ở của Mary vì Lloyd không nhớ rõ họ của cô, cho đến khi hai người phát hiện ra họ của Mary ghi trên nhãn chiếc vali. Cả hai trú tại công viên suốt đêm và rồi xảy ra một cuộc ẩu đả giữa hai bên, chiếc vali bị mở khóa và họ phát hiện ra đầy tiền chứa trong đó. Bộ đôi đồng tình chỉ "mượn" một chút ít tiền trong vali cho nhu cầu riêng của họ (với ý định sẽ trả lại toàn bộ), nhưng ngay lập tức tiêu phần lớn số tiền vào những căn phòng khách sạn xa hoa, quần áo đắt tiền, hóa trang và một chiếc xe Lamborghini Diablo hạng sang. Họ biết được rằng Mary và gia đình cô đang tổ chức một lễ gala và chuẩn bị tham dự. Tại buổi lễ, Harry cố gắng cưa cẩm Mary trước Lloyd, anh miễn cưỡng đồng ý đi trượt tuyết với cô vào ngày hôm sau rồi nói dối Lloyd rằng Lloyd sắp có một cuộc hẹn với Mary. Ngày hôm sau, Lloyd phát hiện ra bạn thân mình nói dối sau khi anh đợi Mary cả ngày ở quán bar của khách sạn.
Cảm thấy bị phản bội, Lloyd chơi khăm Harry nhằm trả đũa bằng cách cho bạn mình uống một tách trà có pha thuốc nhuận tràng, khiến Harry bị đau bụng phải đi đại tiện trong nhà vệ sinh bị hỏng ở nhà của Mary. Lloyd đến nhà Mary và thông báo rằng anh đang giữ chiếc vali của cô. Anh đưa cô đến khách sạn, cho cô thấy chiếc vali cũng như thổ lộ tình cảm của mình, nhưng Mary thản nhiên từ chối vì cô đã kết hôn. Đột nhiên Nicholas Andre (Charles Rocket), một người bạn cũ của nhà Swanson và kẻ chủ mưu đứng sau vụ bắt cóc chồng của Mary, đến khách sạn cùng Shay, và đến khi chúng biết rằng Lloyd và Harry đã tiêu hết số tiền chuộc và thay bằng một mẩu giấy IOU vô dụng, chúng bắt Lloyd và Mary làm con tin cũng như cả Harry sau khi anh trở về khách sạn. Một cuộc tranh cãi giữa Harry và Lloyd nổ ra làm Nicholas lấy súng bắn Harry. Trước khi Nicholas kịp giết họ, một biệt đội FBI dẫn đầu bởi Đặc vụ Beth Jordan (Victoria Rowell) (cô là người Harry từng gặp ở một trạm xăng) đột kích vào phòng và bắt giữ hắn lẫn Shay. Harry hóa ra vẫn còn sống sau khi mặc một chiếc áo chống đạn trước lúc bước vào phòng, còn Mary và Bobby được đoàn tụ. Ghen tỵ vì không thể ở bên Mary vì cô đã kết hôn, Lloyd tưởng tượng ra cảnh mình bắn chết Bobby, nhưng thực ra là lại giả vờ chúc phúc cho cặp đôi.
Ngày hôm sau, Harry và Lloyd đi bộ trở về nhà. Tất cả những thứ mà họ đã mua bị cảnh sát tịch thu, còn chiếc xe máy mini cũng bị hỏng. Rồi họ còn bỏ lỡ một cơ hội lên chiếc xe khách cùng các cô gái mặc bikini, sau đó Harry nói với Lloyd rằng họ sẽ "chia tay" một ngày nào đó. Cả hai bày ra trò rượt đuổi nhau vui vẻ trong lúc cười sảng khoái trên đường về nhà.

## Diễn viên
- Jim Carrey vai Lloyd Christmas: Một kẻ lười biếng hở kẽ răng cửa bị mất việc vài lần. Anh phải lòng Mary Swanson, mà không hề biết cô đã kết hôn.
- Jeff Daniels vai Harry Dunne: Bạn thân và bạn cùng phòng Lloyd. Mặc dù khờ khạo, Harry thông minh hơn một chút so với Lloyd và có thể nói từ "Dumb" trong tựa phim dùng để ám chỉ Harry. Anh cũng phải lòng Mary, nhưng cũng không biết cô đã có một người chồng.
- Lauren Holly vai Mary Swanson: Một phụ nữ thừa kế gia tài giàu có nhưng gặp rắc rối bởi chồng cô tên Bobby bị bắt cóc. Cô là đối tượng mà Harry lẫn Lloyd phải lòng và hai chàng ngốc không biết là cô đã kết hôn.
- Karen Duffy vai J.P. Shay: Một tay sai của Nicholas Andre.
- Mike Starr vai Joe "Mental" Mentalino: Một tay sai của Nicholas Andre. Y bị mắc chứng viêm loét dạ dày tá tràng và thường dùng thuốc điều trị nó.
- Charles Rocket vai Nicholas Andre: Một người giàu có nhưng tham lam ở vùng Aspen, Colorado và kẻ chủ mưu đứng sau vụ bắt cóc Bobby.
- Teri Garr vai Helen Swanson: Mẹ kế của Mary.
- Victoria Rowell vai Beth Jordan (đề tên là "Athletic Beauty"): Một đặc vụ FBI cải trang thành một phụ nữ trẻ lắm lời đến Aspen nhằm trốn khỏi bạn trai của cô.
- Cam Neely vai Sea Bass: Một tài xế xe tải nóng tính, người thường xuyên chạm mặt Lloyd và Harry trên đường họ đến Aspen. Lần gặp mặt đầu tiên giữa họ diễn ra tại một quán ăn ở Pennsylvania.
- Joe Baker vai Barnard
- Harland Williams vai Sĩ quan cảnh sát
- Brad Lockerman vai Bobby Swanson: Người chồng bị bắt cóc của Mary.
- Lin Shaye vai Bà Margie Neugeboren (thường được Harry gọi là "Bà Noogieburger"): Một người nuôi chó và khách hàng của Harry.
- Hank Brandt vai Karl Swanson: Bố của Mary.
- Felton Perry vai Thanh tra Dale
- Brady Bluhm vai Billy: một cậu nhóc bị mù ngồi trên xe lăn, cậu bị Lloyd bán lại một số thứ đồ cũ của anh và Harry, bao gồm cả con vẹt đã bị chặt đầu của Harry. Cậu xuất hiện trên bản tin khi Harry và Lloyd đang ở Aspen.
- Connie Sawyer vai quý bà trẻ
- Sean Gildea vai bạn của Sea Bass
- Zen Gesner.

## Sản xuất
Anh em nhà Farrelly từng nỗ lực trong nhiều năm để làm bộ phim điện ảnh đầu tay của mình. Quản lý của đạo diễn Peter Farrelly còn khuyến khích ông tự làm một bộ phim cùng với người em trai Bobby. Thời điểm đó anh em nhà Farrelly không hề biết Jim Carrey là ai, họ chỉ được nghe người ta nhắc đến anh chàng này trên chương trình tạp kỹ In Living Color. Sau khi theo dõi vai diễn chính đầu tiên của Carrey trong Ace Ventura: Pet Detective, họ nhận ra mình như đã trúng độc đắc. Dựa trên thành công ở thị trường phòng vé của Ace Ventura, Carrey có thể thương lượng mức thù lao 7 triệu USD cho bộ phim này. Sau cùng Carrey nhận thù lao 10 triệu USD và nam diễn viên còn cho biết mình đã biết trước sẽ nhận tấm séc 10 triệu USD nhờ vai diễn trong phim Dumb and Dumber từ 7 năm về trước.
Nam diễn viên Jeff Daniels chỉ được trả 50.000 USD. Lúc đầu hãng New Line Cinema không hề muốn Daniels góp mặt trong phim, vì anh mới chỉ được biết đến qua những bộ phim chính kịch lúc bấy giờ. Tuy nhiên cả hai vị đạo diễn nhà Farrrelly và Carrey đều muốn Daniels tham gia dự án. Dù New Line chấp nhận đề nghị của họ, nhưng hãng chỉ đề nghị Daniels mức thù lao thấp với hi vọng anh sẽ không ký hợp đồng. Sau cùng Daniels vẫn nhận vai, dù quản lý của anh từng can ngăn vì lo sợ vai diễn sẽ hủy hoại sự nghiệp của nam diễn viên.
Steve Martin và Martin Short đều khước từ vai Lloyd. Theo Splitsider, Nicolas Cage và Gary Oldman là những lựa chọn đầu tiên cho vai Harry và Lloyd. Chris Elliott và Rob Lowe cũng từng được cân nhắc cho vai Harry.
Lỗ răng cửa của Carrey là thật, đó là hệ quả bởi một cuộc ẩu đả với một bạn học hồi anh còn nhỏ, nhưng kể từ đó anh đã lấp chỗ hở đó. Trong phim nam diễn viên chỉ đơn giản là gỡ miếng lấp lỗ răng để hóa thân vào vai Lloyd.

### Ghi hình
Những cảnh trong phim tại Aspen được ghi hình tại Breckenridge, Colorado và Park City, Utah. Khách sạn The Stanley Hotel tại Estes Park, Colorado cũng được đổi tên thành "Khách sạn Danbury" nhằm quay bộ phim. Phân cảnh quán bar và cầu thang tại "Khách sạn Danbury" đều được ghi hình tại đó. Những cảnh phim trong tuyết được quay tại khu nghỉ dưỡng Copper Mountain.
Một số cảnh ngoài phố được ghi hình tại Thành phố Salt Lake, còn cảnh sân bay đặt tại Sân bay quốc tế Salt Lake City. Một số phân cảnh đầu phim có địa điểm quay tại Providence, Rhode Island, khu đô thị, bao gồm cảnh ghi hình đường chân trời The Big Blue Bug; những cảnh phim lúc bộ đôi mới khởi hành diễn ra tại những địa điểm ở Cumberland, Rhode Island.

## Nhạc phim
Nhạc nền gốc của phim do hãng RCA Records phát hành vào ngày 22 tháng 11 năm 1994. Đĩa đơn đầu tiên trích từ album, "New Age Girl" của Deadeye Dick, là một bản hit trên bảng xếp hạng, giành vị trí số 27 tại Mỹ, trong khi video âm nhạc cho bài "The Ballad of Peter Pumpkinhead" của Crash Test Dummies có Jeff Daniels tham gia đảm nhận vai Harry.
Album nhạc phim nhìn chung được giới phê bình đánh giá tích cực. Joe Bishop của tạp chí Vice tôn vinh album là sản phẩm nhạc phim yêu thích của ông, trong khi đồng nghiệp Cameron Matthews của cùng tạp chí miêu tả nhạc phẩm như sau, "Nhạc phim chính thức là một lát cắt hoàn hảo của âm thanh pop rock vui vẻ giữa thập kỷ 90 với những hợp âm chói tai và tiếng rít vừa đủ, hoặc là thứ bạn có thể đem cho con nhỏ nghe vào một ngày khi chúng hỏi rằng thập kỷ 90 là như thế nào."

## Đón nhận

### Doanh thu phòng vé
Dumb and Dumber mở màn ở vị trí quán quân bảng xếp hạng phòng vé dịp cuối tuần khi thu về 16,4 triệu USD. Phim tiếp tục đem về 127.175.374 USD ở thị trường nội địa và 247.275.374 USD ở thị trường toàn cầu, qua đó đứng đầu bảng xếp hạng doanh thu vào dịp nghỉ lễ.

### Đánh giá chuyên môn
Trên hệ thống tổng hợp kết quả đánh giá Rotten Tomatoes, Dumb and Dumber nhận 67% lượng đồng thuận dựa theo khảo sát từ 52 nhà phê bình, đạt điểm trung bình 5,9/10. Các chuyên gia của trang web nhất trí rằng, "Một tác phẩm hài hước ngu ngốc và không ngừng được nâng tầm bởi hai diễn viên chính: Jim Carrey tỏ ra điên khùng còn Jeff Daniels hành xử thật đáng nể phục trong màn thể hiện đối nghịch." Trên chuyên trang Metacritic, phim đạt số điểm 41/100 dựa trên 14 bài đánh giá từ giới phê bình, tất cả đều là "những đánh giá trái chiều hoặc ở mức trung bình".
Nhà báo Roger Ebert chấm phim 2/4 sao vì những yếu tố hài hước, dù chúng gây hiệu ứng thành công hoặc thất bại, nhưng hết lời ca ngợi màn trình diễn của Carrey và Daniels; ông gọi nhân vật của Carrey là "một kẻ lập dị đúng nghĩa" và viết rằng trò đùa về con vẹt đã chết "khiến tôi cười phá lên đến mức tự làm bẽ mặt bản thân mình. Chỉ là tôi không thể nhịn cười được." Stephen Holden của nhật báo The New York Times ví Carrey như "Jerry Lewis mới", còn Peter Stack của báo San Francisco Chronicle nhận xét phim là "phóng đãng" và "buồn cười đến mức rung cả xương sườn", đồng thời dành lời khen cho lối hài hước slapstick thô bỉ lẫn "lối hài hước thông minh" diễn ra cùng lúc đó.

### Giải thưởng
Nhờ diễn xuất trong Dumb and Dumber, Carrey đã giành một đề cử Mâm xôi vàng cho ngôi sao mới tồi nhất. Mặc dù không được bảo chứng bởi bất kỳ giải thưởng điện ảnh Mỹ tầm cỡ nào, phim vẫn gặt hái thành công ở giải Điện ảnh của MTV 1995. Cụ thể Carrey chiến thắng giải "Màn diễn hài xuất sắc nhất", anh cùng bạn diễn Holly (cặp đôi sau này có một cuộc hôn nhân ngắn ngủi ngoài đời thật) đoạt giải "Nụ hôn đẹp nhất", trong khi bộ đôi Carrey–Daniels nhận đề cử "Bộ đôi diễn trên màn ảnh xuất sắc nhất". Kể từ đó tác phẩm đã trở thành một bộ phim văn hóa. Năm 2000, độc giả của tạp chí Total Film bầu chọn Dumb and Dumber là phim hài vĩ đại thứ 5 mọi thời đại. Phim còn xếp hạng 445 trong danh sách 500 phim điện ảnh hay nhất mọi thời đại của tạp chí Empire.
| Giải thưởng                          | Giải thưởng                            | Giải thưởng                                                     | Giải thưởng |
| Giải thưởng                          | Hạng mục                               | Tác phẩm/người nhận đề cử                                       | Kết quả     |
| ------------------------------------ | -------------------------------------- | --------------------------------------------------------------- | ----------- |
| Awards Circuit Community Awards 1994 | Giải tôn vinh (Honorable mentions)     | Peter Farrelly                                                  | Đoạt giải   |
| Giải Điện ảnh của MTV 1995           | Màn diễn hài xuất sắc nhất             | Jim Carrey                                                      | Đoạt giải   |
| Giải Điện ảnh của MTV 1995           | Nụ hôn đẹp nhất                        | Jim Carrey & Lauren Holly                                       | Đoạt giải   |
| Giải Điện ảnh của MTV 1995           | Bộ đôi diễn trên màn ảnh xuất sắc nhất | Jim Carrey & Jeff Daniels                                       | Đề cử       |
| Giải Mâm xôi vàng 1995               | Ngôi sao mới tồi nhất                  | Jim Carrey (cho cả phim Ace Ventura: Pet Detective và The Mask) | Đề cử       |
| BMI Film Award 1995                  | Nhạc phim hay nhất                     | Todd Rundgren                                                   | Đoạt giải   |